# Thomas Weber (Fußballspieler)
Thomas Weber (* 29. April 1993) ist ein österreichischer Fußballspieler.

## Sportliche Laufbahn
Weber begann seine Karriere beim ASK Erlaa in Wien. Nach drei Jahren in deren Jugendabteilung wechselte er in jene des FC Admira Wacker Mödling, wo er bis 2011 aktiv war, ehe er in die Amateurmannschaft der Südstädter geholt wurde. Sein Debüt für die zweite Mannschaft der Admiraner in der Regionalliga Ost gab er am 9. August 2011 gegen den Wiener Sportklub. Weber spielte in der Innenverteidigung durch und das Spiel in Maria Enzersdorf konnte 2:1 gewonnen werden. Insgesamt kam er in jener Saison auf 22 weitere Einsätze und erzielte in der 14. Runde beim 2:1-Erfolg gegen den FK Austria Wien II ein Tor. Eine Runde später gegen den SC Columbia Floridsdorf wurde Weber wegen einer Beleidigung vom Platz gestellt.
Aufgrund der guten Leistungen wurde Weber vom Trainer der ersten Mannschaft Dietmar Kühbauer in deren Kader geholt. Sein Debüt in der höchsten österreichischen Spielklasse gab Weber am 24. März 2012 gegen den späteren Meister FC Red Bull Salzburg. Weber spielte durch und konnte sich über ein 2:2-Unentschieden freuen. Der Innenverteidiger kam in jener Bundesligasaison auf einen weiteren Einsatz.
Zur Saison 2015/16 wurde er an den Zweitligisten Floridsdorfer AC verliehen. Nach Saisonende kehrte er allerdings nicht mehr zur Admira zurück und verließ den Verein. Im Jänner 2017 schloss er sich dem Landesligisten SV Stripfing an. Mit Stripfing stieg er 2019 in die Regionalliga Ost auf. In fünfeinhalb Jahren kam Weber zu 88 Einsätzen in der dritt- und vierthöchsten Spielklasse für Stripfing.
Zur Saison 2022/23 wechselte er zum viertklassigen SC-ESV Parndorf 1919 ins Burgenland.

## Persönliches
Sein Vater Franz war ebenfalls Fußballspieler, sein Bruder Daniel spielte mit ihm bei Floridsdorf.